# William Prescott (théologien)
Pour les articles homonymes, voir William Prescott et Prescott.
William Warren Prescott (septembre 1855 - 21 janvier 1944) est un administrateur, un éducateur, un rédacteur et un théologien adventiste. Il est le premier à être nommé au poste de vice-président de la Conférence générale de l'Église adventiste du septième jour. Il est l'un des plus grands penseurs adventistes de sa génération.

## Biographie
William Prescott est né à Alton dans le New Hampshire en septembre 1855. Son père, James Prescott, accepta le message de William Miller en 1842, et épousa  Harriett Trip en 1847. Tous deux furent membres de l'Église des adventistes chrétiens avant de devenir des adventistes du septième jour en 1858.
L'adolescence de William Prescott est marquée par des tragédies familiales. Il est très tôt sensibilisé aux questions de la souffrance et de la mort. En décembre 1869, trois jeunes frères (sur ses huit frères et sœurs) décèdent d'une épidémie virulente. Quatre ans plus tard, Fred, son petit frère (trois ans) meurt à son tour d'une maladie infantile.
À 17 ans, Prescott assiste durant l'été 1872 à un camp-meeting adventiste dans le Massachusetts au cours duquel il prend un  engagement avec Jésus-Christ. Il est alors baptisé par John N. Andrews. De 1873 à 1877, il étudie à Darmouth College, l'une des meilleures universités des États-Unis, les langues anciennes (latin, grec), les sciences physiques (mathématiques, géologie, physique, astronomie), les lettres et les humanités (la rhétorique, la logique, la littérature anglaise, l'économie politique, la psychologie), ainsi que les évidences chrétiennes. Durant la dernière année, il est rédacteur en chef de la revue hebdomadaire des étudiants et enseigne également. En 1878, il est déjà principal d'une école à Northfield dans le Vermont.

### Leader de l'éducation adventiste
En juillet 1880, William Prescott (24 ans) épouse Sarah Sanders (22 ans). En 1882, il achète le journal Vermont Journal and State Journal et le rend prospère. Mais à la demande de l'Église adventiste, il fait un sacrifice financier en devenant en 1885 le président de Battle Creek College (aujourd'hui l'université Andrews) à Battle Creek dans le Michigan. Il occupera le poste pendant neuf ans. Malgré une certaine réticence personnelle, il est ordonné pasteur en novembre 1889.
Durant une bonne partie des années 1890, Prescott est le directeur du département de l'éducation de l'Église adventiste. Lors de la convention en 1891 des enseignants adventistes à Harbor Springs dans le Michigan, il dessine les contours de la première grande réforme du système d'éducation adventiste, notamment du curriculum (le projet éducatif). Cette année-là, il est président de trois Colleges à la fois : Battle Creek College, Union College (au Nebraska) et Walla Walla College (dans l'État de Washington), ayant fondé les deux derniers,.

### Missionnaire
À cette période de sa vie, Prescott passe beaucoup de temps à prêcher et à voyager. Il est l'un des prédicateurs les plus demandés durant le réveil du début des années 1890. Pendant dix mois en 1895-1896, il parcourt l'Australie pour présenter des séminaires aux pasteurs et prêcher à plein temps. Il contribue aussi à la fondation d'Avondale College. Il est surpris quand Ellen White, qui apprécie ses présentations christocentriques, le sollicite pour examiner critiquement d'un point de vue littéraire, biblique et théologique, la christologie de l'ouvrage en préparation, Jésus-Christ. D'août à novembre 1896, Prescott prêche en Afrique du Sud. L'année suivante, il œuvre en Angleterre. D'août 1898 à avril 1901, il est le président de l'Union britannique des adventistes du septième jour.

### Dirigeant mondial
Au cours de la session de la Conférence générale d'avril 1901, qui met en œuvre une grande réorganisation, il est nommé secrétaire de la direction mondiale adventiste. Puis il en devient le vice-président de 1902 à 1905—le premier dans l'histoire du mouvement. Les adventistes le considèrent comme l'un de leurs meilleurs théologiens. Aussi en plus de sa charge déjà lourde, il est nommé rédacteur en chef en 1903 de la Review and Herald. Soucieuse pour sa santé, Ellen White lui recommande de se ménager, sans obtenir trop de succès. En 1909, il quitte la revue mais pour être rédacteur en chef du Protestant Magazine pendant sept ans.
En juin 1910, Sarah, l'épouse de Prescott, meurt d'un cancer. C'est un coup rude pour lui. De caractère mélancolique, ce deuil ajouté à un surmenage de plusieurs années le plonge dans une dépression. En novembre 1911, il se remarie à une infirmière, Daisy Orndorff.
À l'occasion de la réédition de La tragédie des siècles (1911), Ellen White demande en 1910 aux théologiens adventistes compétents de lui transmettre leurs observations en vue d'améliorer les détails, notamment des informations historiques. Prescott fait 105 suggestions. Environ la moitié sont acceptés. " Il est clair qu'Ellen White avait un grand respect pour lui, bien qu'elle n'hésita pas à le reprendre quand c'était nécessaire ".
Au cours des années suivantes, l'Église adventiste implique Prescott dans la défense de la liberté religieuse. Puis en 1915, il est nommé secrétaire itinérant, le premier dans l'histoire de la Conférence générale. Durant tout ce temps, il continue à écrire, à faire des recherches bibliques et à développer le système adventiste de formation des pasteurs.

### Dernières années
Durant les années 1920, Prescott revient à sa passion première : l'éducation. Il est président d'Avondale College (1921-1924) puis d'Union College (1924-1925). Il est encore professeur de théologie à Union College (1924-1928) et à Emmanuel Missionary College (1933-1937). Il prend finalement sa retraite après 52 ans de service dans l'Église adventiste. Néanmoins, il continue à lire, à faire des recherches et à écrire des articles. Il meurt d'une pneumonie en janvier 1944 à Washington.

## Contribution théologique
William Prescott est " le professeur " connu pour son grand intellect, sa capacité d'analyse et de synthèse, son excellente mémoire et sa courtoisie. Il apporte à la théologie adventiste du septième jour une unité de compréhension distinctement christocentrique, exaltant Jésus-Christ dans toutes ses doctrines. Gilbert Valentine souligne : " Sa constante préoccupation fut que l'Église [adventiste] soit façonnée de manière plus clairement christocentrique dans sa compréhension des Écritures, ses déclarations doctrinales et sa proclamation. "
Selon Harold Richards, qui l'a bien connu, son " héritage aux prédicateurs adventistes est que Christ doit être au centre de chaque sermon ". William White observa : " Son thème du début à la fin est toujours Christ ", c'est-à-dire " prêchant Christ et lui seul crucifié ". Ellen White rapporta : " Les incroyants pâlissent et disent : cet homme est inspiré ".
Prescott s'est attaqué au risque de statu quo à son époque, estimant que le mouvement adventiste doit grandir dans sa compréhension biblique. " Les concepts de vérité les plus clairs doivent être adoptés. Les idées fausses doivent être écartées. De la même manière, les écoles adventistes doivent être améliorées ". Il réclamera sans cesse une orientation christocentrique, des idées neuves et des niveaux plus élevés pour la prédication et le système d'éducation adventistes.
Durant sa carrière, ses positions avant-gardistes soulèvent souvent le débat dans l'adventisme. Il s'est donc trouvé au cœur des discussions théologiques sur la justification par la foi, la divinité du Christ, la trinité, la nature de l'inspiration d'Ellen White, l'interprétation de Daniel 8 (l'instruction du jugement et le ministère du Christ dans le sanctuaire céleste) et la fiabilité des traductions modernes de la Bible. Il a apporté son érudition et partagé son expérience dans ces domaines.